# New York State Route 170
Die New York State Route 170 (NY 170) ist eine 11,80 km lange in Nord-Süd-Richtung verlaufende State Route im Herkimer County, New York, in den Vereinigten Staaten. Sie beginnt an der NY 29 in Fairfield und endet an der NY 169 in Little Falls. Die einzige weitere Kreuzung mit einer ausgeschilderten State Route ist die mit der NY 170A, einer Zweigstrecke innerhalb von Fairfield. NY 170 wurde 1930 geschaffen und blieb seitdem ohne Änderung.

## Streckenbeschreibung

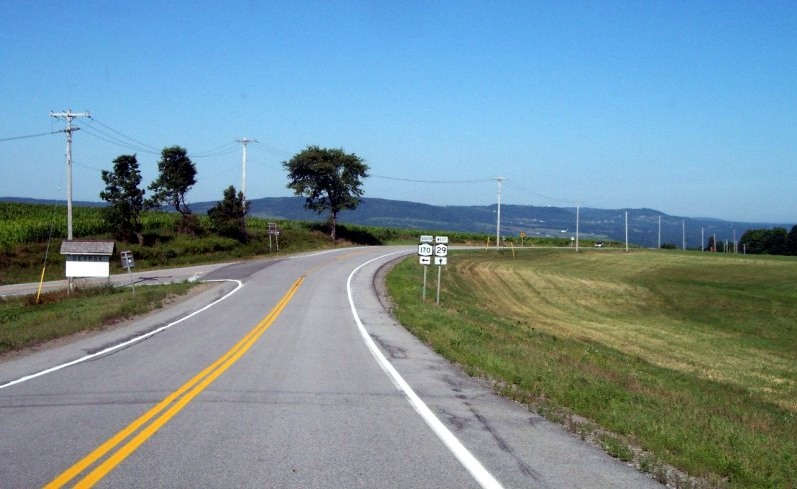
NY 170 an einer Kreuzung bei Fairfield.

NY 170 beginnt als East Monroe Street in Little Falls, an der Kreuzung mit North Ann Street und West Monroe Street, über die NY 169 verläuft. Die Strecke führt zunächst in einer östlichen Richtung am nördlichen Rand von Little Falls entlang, bevor sie nach etwa 800 m nach Norden abknickt und einen steilen Hügel erklimmt. Danach passiert sie den örtlichen Golfplatz und verlässt das Gebiet der Stadt. In Fairfield liegt die Abzweigung der NY 170 von ihrer Zweigstrecke, der NY 170A, bevor die NY 170 an der Kreuzung mit der NY 29 endet.

## Geschichte
Der gesamte Verlauf der NY 170 wurde im Rahmen der 1930 erfolgten Neunummerierung der State Routes in New York festgelegt. Eine Zweigstrecke wurde als NY 170A im Bereich von Fairfield ein Jahr später ausgewiesen.

## NY 170A
NY 170A ist eine 4,75 km lange Zweigstrecke der NY 170, mit der diese mit dem Weiler Salisbury verbunden wird, wo diese an der NY 29 endet.

## Kreuzungen mit Hauptstraßen
| Lage         | Meile | km    | Richtung | Anmerkung                      |
| ------------ | ----- | ----- | -------- | ------------------------------ |
| Little Falls | 0,00  | 0,00  | NY 169   | (East Monroe Street)           |
| Fairfield    | 4,17  | 6,71  | NY 170A  | südlicher Endpunkt der NY 170A |
| Fairfield    | 7,33  | 11,80 | NY 29    |                                |

## Belege
1. ↑  General Drafting (Kartograph): Road Map of New York.  [Karte]. Hrsg.: Standard Oil Company of New York. 1930 (englisch).
2. ↑  H.M. Gousha Company (Kartograph): New York.  [Karte]. Hrsg.: Kendall Refining Company. 1931 (englisch).
3. 1 2  2008 Traffic Volume Report for New York State. (PDF) New York State Department of Transportation, 16. Juni 2009, S. 177, abgerufen am 12. August 2012 (englisch).